# Linnuse (Leisi)
Linnuse – wieś w Estonii, w prowincji Sarema, w gminie Leisi.